# Lorenza Böttner
Lorenza Böttner (Punta Arenas, Xile, 1959 - Múnic, Alemanya, 1994) va ser una artista alemanya multidisciplinar, nascuda a Xile, que pintava amb els peus i la boca i que va utilitzar la fotografia, el dibuix, la pintura i la performance pública com a formes de construir-se un cos, alhora polític i vital, i de reivindicar el seu dret a existir lliurement davant de l'opressió i la institucionalització a la qual se sotmet als cossos transgènere i amb diversitat funcional.
Lorenza va néixer com Ernst Lorenz, en el si d'una família alemanya. Als vuit anys li van amputar els braços després d'electrocutar-se quan va enfilar-se a un pal de la llum per agafar un niu. Es va educar a Alemanya, on va ser institucionalitzat amb els anomenats «nens del Contergan» -nascuts amb deformacions en els membres a causa dels efectes secundaris d'aquest somnífer en el fetus- i tractat com a «discapacitat». Enfrontant-se al diagnòstic mèdic i a les expectatives socials, Lorenz va decidir estudiar a l'Escola Superior d'Art de Kassel i va començar a pintar i a fer performances públiques encarnant una identitat femenina sota el nom de Lorenza Böttner. En els anys vuitanta va participar activament en la Disabled Artists Network amb Sandra Aronson i va defensar l'existència d'una genealogia d'artistes sense mans que treballen amb la boca i els peus.
Després de lluitar per no quedar sepultada per les etiquetes de transsexual i discapacitada, la vegada que potser va tenir més públic és quan va interpretar Petra, la mascota dels Jocs Paralímpics de Barcelona'92, dissenyada per Xavier Mariscal, un personatge que representava unes polítiques d'integració contra les quals es va resistir incansablement.
La seva trajectòria representa una de les crítiques més agudes als processos de discapacitació, dessexualització, internament i invisibilització a què són sotmesos els cossos amb diversitat funcional i els cossos transgènere. Mitjançant la fotografia, la pintura i la performance, la seva obra constitueix un himne a la dissidència corporal i de gènere.
El seu llegat s'ha conservat gràcies a la seva mare, que va guardar-ne algunes coses a casa. L'any 2017 se'n va presentar una petita selecció a la documenta de Kassel, i el novembre de 2018 La Virreina de Barcelona va inaugurar-ne una exposició. Després d'aquesta mostra, el Württembergischer Kunstverein Stuttgart en farà una versió ampliada.